# U Geminorum
U Geminorum är en kataklysmisk variabel av typen dvärgnova i stjärnbilden Tvillingarna.  Stjärnan varierar mellan magnitud +8,2 och 14,9 och är en av prototyperna för gruppen dvärgnovor.